# Miyuki (cacciatorpediniere)
Il Miyuki (吹雪? lett. "Neve profonda"), sino al 1º agosto 1928 denominato 42-Gō kuchikukan (第42駆逐艦? lett. "cacciatorpediniere Numero 42"), è stato un cacciatorpediniere della Marina imperiale giapponese, settima unità appartenente alla classe Fubuki. Fu varato nel giugno 1928 dal cantiere di Uraga e assegnato all'11ª Divisione, ma andò perduto nel giugno 1934.

## Servizio operativo
Il cacciatorpediniere Miyuki fu ordinato nell'anno fiscale edito dal governo giapponese nel 1923, inizialmente con la denominazione "cacciatorpediniere Numero 42" (42-Gō kuchikukan in lingua giapponese). La sua chiglia fu impostata nel cantiere navale di Uraga il 30 aprile 1927 e il varo avvenne il 29 giugno 1928; fu completato il 29 giugno 1929 e il 1º agosto 1928 aveva assunto il suo nome definitivo, avendo la Marina imperiale abbandonato alla data il sistema di nomenclatura del naviglio leggero con soli numeri. La nave formò con il Fubuki, l'Hatsuyuki e lo Shirayuki l'11ª Divisione, dipendente dalla 3ª Squadriglia della 1ª Flotta.
La carriera del Miyuki fu comunque breve: il 29 giugno 1934, a sud dell'isola coreana di Cheju (33°00′N 125°30′E), entrò in collisione con il cacciatorpediniere Inazuma appena immesso in servizio e affondò nonostante gli sforzi per trainarlo o farlo arenare. Il 15 agosto dello stesso anno, perciò, il suo nome fu depennato dai registri della Marina imperiale.